# ORP Bielik (1965)
Pour les autres navires du même nom, voir ORP Bielik.
L'ORP Bielik est un ancien sous-marin de la marine polonaise, de la classe Whiskey,,. Il était l’un des quatre sous-marins de classe Whiskey exploités par la marine polonaise, les trois autres étant l’ORP Orzeł (1962), l’ORP Sokół (1955) et l’ORP Kondor (1955). Le sous-marin a été lancé en Union soviétique en 1955 où il a servi comme S-279. En 1965, le navire est entré en service en Pologne où il a servi sous le numéro de fanion 295, et il a été en activité jusqu’en 1988.